# Nečujam
Nečujam är en ort i Kroatien.   Den ligger i länet Dalmatien, i den södra delen av landet, 270 km söder om huvudstaden Zagreb. Nečujam ligger 35 meter över havet och antalet invånare är 171.
Terrängen runt Nečujam är huvudsakligen platt, men åt sydost är den kuperad. Havet är nära Nečujam norrut. Runt Nečujam är det tätbefolkat, med 636 invånare per kvadratkilometer. Närmaste större samhälle är Split, 16,4 km nordost om Nečujam. 